# 準巨星
準巨星（じゅんきょせい、subgiant、subgiant star）とは、同じスペクトル型の通常の主系列星よりやや明るく、巨星ほどは明るくない恒星の分類の1つである。ある種の準巨星は、金属の多い水素核融合星であるが（同様に準矮星は金属量が少なく、比較的暗い水素核融合星である）、これらは核での水素核融合が終わっているかほぼ終わりかけていると考えられる。質量はほぼ太陽質量程度であり、そのため核は収縮し、核の外でも水素核融合が起こるほど温度が高くなる。この過程で星は膨張し、真の巨星になる。
プロキオンAのような準巨星の最初の段階にある恒星は半径や光度が増加するが、この時点では温度が低下したり色が大きく変わったりすることはない。巨星に近い後期の段階の準巨星は、主系列の同じような質量の恒星と比べ、半径が大きく温度は低い。主系列星と比べ、準巨星の段階で全体的な光度はほとんど変わらない。この特徴は、球状星団のヘルツシュプルング・ラッセル図で顕著である。多くの準巨星は金属に富み、一般的には惑星を持つ。一部はこれらの理由のため、また準巨星の段階は数十億年続くため、準巨星は主系列星以外では生命の存在する惑星を持つと考えられる唯一の分類である。スペクトル分類ではIVに分類される。